# Línea 600 (Punta Indio)
La línea 600 es una línea de colectivos del Partido de Punta Indio. Es operada por la Municipalidad de Punta Indio.

## Recorridos
- Verónica - Base Aeronaval - Punta del Indio
- Verónica - Base Aeronaval
- Verónica - Monte Veloz - Las Pipinas
- Verónica - Álvarez Jonte[2]

## Anteriores dueños
- "Expreso La Plata - Buenos Aires".  Motivo de fin de recorrido: abandono y eliminación de extensión.
- "Expreso La Plata - Buenos Aires (Grupo Plaza)".
- "Unión Platense S.R.L." bajo el nombre Expreso La Plata.
- "Parque Costero del Sur SRL".[3] Motivo de fin de recorrido: abandono[4]